# 冈德朗日
冈德朗日（法語：Gandrange，法語發音：[ɡɑ̃dʁɑ̃ʒ]）是法国摩泽尔省的一个市镇，位于该省西北部，属于蒂永维尔区。

## 地理
冈德朗日（49°16'17"N, 6°7'30"E）面积4.08 平方千米，位于法国大東部大區摩泽尔省，该省份为法国东北部内陆省份，是洛林的一部分，西南接默尔特-摩泽尔省，东临下莱茵省，北与卢森堡和德国接壤。
与冈德朗日接壤的市镇（或旧市镇、城区）包括：阿姆内维尔、法梅克、里什蒙、奥恩河畔维特里。

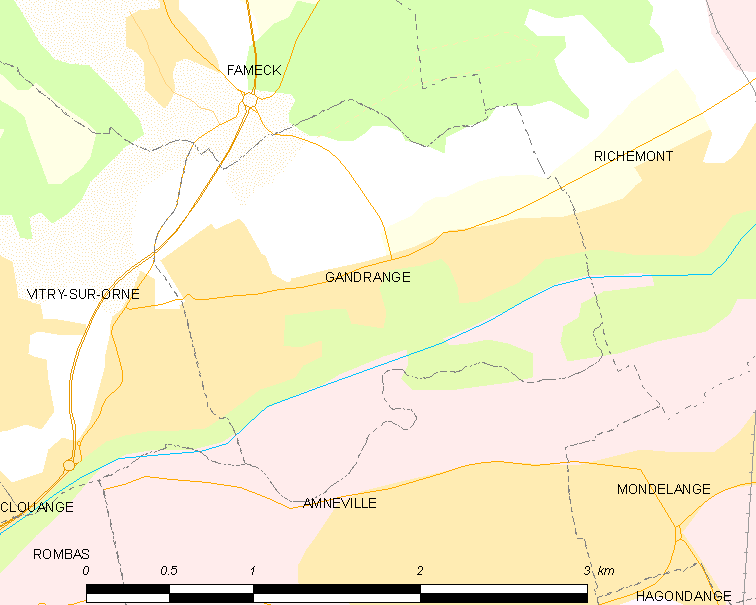
冈德朗日的OSM定位图

冈德朗日的时区为UTC+01:00、UTC+02:00（夏令时）。

## 行政
冈德朗日的邮政编码为57175，INSEE市镇编码为57242。

## 政治
冈德朗日所属的省级选区为阿扬日县。

## 人口

1962-2008年间冈德朗日人口变化图示

冈德朗日于2022年1月1日时的人口数量为3006人。